# وارن أوتس
وارن أوتس (بالإنجليزية: Warren Oates)‏ هو ممثل أمريكي، ولد في 5 يوليو 1928 في الولايات المتحدة، وتوفي في 3 أبريل 1982 بلوس أنجلوس في الولايات المتحدة بسبب نوبة قلبية.

## أعمال

### أفلام
- (1967) في دفء الليل
- (1969) العصابة البرية

## وصلات خارجية
- وارن أوتس على موقع IMDb (الإنجليزية)
- وارن أوتس على موقع الموسوعة البريطانية (الإنجليزية)
- وارن أوتس على موقع روتن توميتوز (الإنجليزية)
- وارن أوتس على موقع ألو سيني (الفرنسية)
- وارن أوتس على موقع ميوزك برينز (الإنجليزية)
- وارن أوتس على موقع تيرنر كلاسيك موفيز (الإنجليزية)
- وارن أوتس على موقع أول موفي (الإنجليزية)
- وارن أوتس على موقع قاعدة بيانات برودواي على الإنترنت (الإنجليزية)
- وارن أوتس على موقع قاعدة بيانات الأفلام السويدية (السويدية)
- وارن أوتس على موقع إن إن دي بي (الإنجليزية)